# Anedoki
Anedoki (あねどきっ?) è una serie manga scritta e illustrata da Mizuki Kawashita, autrice tra l'altro di First Love Limited. e del ben più famoso 100% Fragola. La serie ha iniziato la sua pubblicazione su Weekly Shōnen Jump l'8 luglio 2009 e si è conclusa il 18 gennaio 2010 dopo la pubblicazione di 26 capitoli.
Un'edizione in italiano è stata curata da Panini Comics, in tre volumi pubblicati dal 27 febbraio al 30 aprile 2011.

## Trama
Anedoki racconta la storia di Kouta Ochiai, uno studente di 13 anni che frequenta le scuole medie, che un giorno vede la sua vita cambiare completamente quando incontra per strada Natsuki Hagiwara, una ragazza di 17 anni. Colpito dalla bellezza di Natsuki, Kouta, si ferma a guardarla e lei, evidentemente accaldata, gli chiede se può dargli un po' del gelato che Kouta stava mangiando. Senza aspettare una risposta Natsuki mangia il gelato e nella mente di Kouta scaturisce il pensiero che in quel momento i due si stavano scambiando un bacio indiretto; la ragazza però capisce i pensieri del giovane e sorridendo gli dice che è un 'pervertito'. Kouta allora scappa imbarazzato mentre Natsuki gli urla che si sdebiterà del favore che le ha fatto.
Arrivato a casa Kouta scopre che suo padre è appena stato trasferito per lavoro e che dovrà andare in Hokkaido per un certo periodo. Subito dopo la partenza del padre, ricompare Natsuki che dice a Kouta che per sdebitarsi da quel momento si prenderà cura di lui come sua domestica. La storia tratterà della vita quotidiana dei due ragazzi, complicata dalla comparsa di Chiaki, la sorella di Natsuki e dal rapporto che si creerà tra Kouta e Kanade, una sua compagna di classe.

## Personaggi
Kouta Ochiai (落合 洸太?, Ochiai Kōta)
Protagonista del manga, è uno studente di 13 anni, costretto a vivere da solo a causa del temporaneo trasferimento lavorativo del padre in Hokkaido. sin dal primo capitolo incontra Natsuki, con la quale in seguito dovrà convivere. All'inizio del manga ha una cotta per Kanade, una sua compagna di classe, e viene aiutato da Natsuki. Ha spesso pensieri da pervertito, che Natsuki pare riuscire a percepire.
In seguito incontra anche Chiaki, sorella minore di Natsuki, la quale inizierà a vivere a casa del ragazzo con sua sorella. Più tardi inizia a innamorarsi di Natsuki, ricambiato. Per tutta la storia non viene detto nulla su chi fosse sua madre o cosa le sia successo.
Natsuki Hagiwara (萩原 なつき?, Hagiwara Natsuki)
Protagonista femminile, ha 17 anni, essendo quindi più grande di Kouta; sembra spesso più infantile del ragazzo ma qualche volta anche estremamente matura e adulta. Si atteggia spesso in modo sensuale, come dice Kouta in una pagina del manga, ha la capacità di rendere sexy ogni cosa che usa, come un joystick. Riesce stranamente a tirare fuori soldi ogni volta ce ne sia bisogno, tra i sospetti e le indagini di Kouta, preoccupato per quello strano comportamento. Incontra il ragazzo all'inizio del manga, e dopo aver assaggiato il gelato di Kouta, si trasferisce a casa sua, facendogli da domestica per ringraziarlo del gelato. È un'ottima lottatrice, avendo messo al tappeto tre teppisti con le proprie forze, nel tentativo di aiutare Kouta e Kanade. Oltre che con le faccende domestiche, aiuta Kouta per far sì che Kanade e lui si mettano insieme, ma più tardi si scoprirà che è innamorata di Kouta, che, quando Kouta le si dichiara, lo bacia, e dice che quando sarà cresciuto vorrà sentire di nuovo quelle parole.
Chiaki Hagiwara (萩原 ちあき?, Hagiwara Chiaki)
Compare solo più tardi, è la sorella minore di Natsuki, si presenta col tentativo di riportare a casa la ragazza, seppur desistendo e rimanendo a vivere con loro due. Viene soprannominata "Chia" da sua sorella. Sembra avere una cotta per Kouta.
Kanade Sakurai (桜井 奏?, Sakurai Kanade)
La ragazza più popolare della scuola che frequenta Kouta, è innamorata persa del ragazzo (tanto che cerca di baciarlo di nascosto) e cerca di stargli vicino il più possibile. Viene suo malgrado messa in secondo piano in bellezza da Natsuki, e inizia a preoccuparsi della grandezza del suo seno rispetto a quello di Natsuki.
Padre di Kouta
All'inizio della storia convive con il figlio in una modesta casa di città, si vede poi però costretto a lasciare kouta a casa da solo, per andare a lavorare temporaneamente in Hokkaido. Venendo a conoscenza della presenza di Natsuki in casa, decide di affidarsi a lei per occuparsi di Kouta. Nulla viene detto su chi fosse sua moglie o cosa le sia successo.
Amici di Kouta
Sono compagni di scuola di Kouta, e appena sanno di Natsuki, dimostrano subito un certo interesse, frequentando sempre più assiduamente la casa del ragazzo, invidiosi della sua fortuna di avere una ragazza che vive con lui.

## Volumi
| Nº | Data di prima pubblicazione | Data di prima pubblicazione | Data di prima pubblicazione |
| Nº | Giapponese                  | Giapponese                  | Italiano                    |
| -- | --------------------------- | --------------------------- | --------------------------- |
| 1  | 4 dicembre 2009             | ISBN 978-4-08-874782-8      | 27 febbraio 2011            |
| 2  | 4 febbraio 2010             | ISBN 978-4-08-870002-1      | 27 marzo 2011               |
| 3  | 2 aprile 2010               | ISBN 978-4-08-870028-1      | 30 aprile 2011              |